# Provincia di Rizal
Rizal è una provincia nella regione di Calabarzon nell'isola di Luzon, nell'arcipelago delle Filippine. Il suo capoluogo è Antipolo.
Rizal confina ad ovest con la Regione Capitale Nazionale, a nord con la provincia di Bulacan, ad ovest con Quezon e Laguna; la parte meridionale è tutta affacciata sulle acque interne del lago di Laguna de Bay.

## Geografia antropica

### Suddivisioni amministrative
La provincia di Rizal è composta da 1 città componente e 13 municipalità.

#### Città
- Antipolo

#### Municipalità
| - Angono - Baras - Binangonan - Cainta - Cardona - Jala-Jala - Morong | - Pililla - Rodriguez - San Mateo - Tanay - Taytay - Teresa |